# Euryischomyia washingtoni
Euryischomyia washingtoni är en stekelart som beskrevs av Girault 1914. Euryischomyia washingtoni ingår i släktet Euryischomyia och familjen växtlussteklar. Inga underarter finns listade i Catalogue of Life.